# Mandalynn Carlson
Mandalynn Carlson (nacida el 25 de agosto de 1999) es una actriz estadounidense de Taylor, Míchigan, cuya primera aparición en una película fue un papel secundario en la película de acción de 2011 Machine Gun Preacher, con Gerard Butler. Dejando Míchigan por Hollywood, Carlson ha encontrado el éxito con papeles secundarios y principales en docenas de películas independientes y programas de televisión, incluyendo Greys Anatomy y CSI: NY.

## Carrera

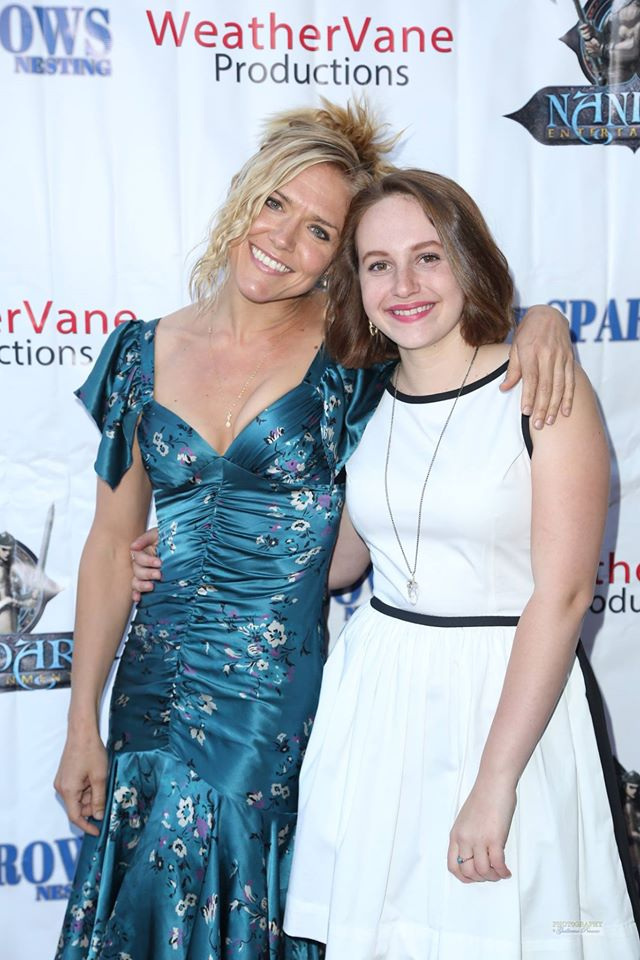
Foto de Dominique Swain (izquierda) y Mandalynn Carlson en The Sparrows: Nesting Screening.

Carlson comenzó su carrera como actriz en 2010 con un papel secundario en Machine Gun Preacher junto a Gerard Butler, Michael Shannon y Michelle Monaghan. Continuó haciendo proyectos locales en Detroit, incluyendo la pieza de época, Mary's Buttons (2012), basada en una historia real y Naked Angel (2014) con James Duval y Debra Wilson. Fue coestrella de un episodio de CSI: NY con Jadin Gould, Olivia Stuck y Emily Robinson, como adolescentes que fueron víctimas de un tiroteo sin sentido. Estuvo en un sketch en Jimmy Kimmel Live! en 2012.
En 2013, Carlson trabajó en su primer piloto para la NBC, Brenda Forever, donde fue la líder junto a Ellie Kemper y Ken Marino. El piloto fue dirigido por David Wain y escrito por David Lampson y Andrew Leeds. NBC transmitió el piloto y Carlson siguió trabajando en el programa de Shonda Rhimes ABC Scandal con Kerry Washington y Lisa Edelstein. Ella interpreta el producto de una historia de amor entre un CEO de alto poder y un nominado para un juez de la Corte Suprema en el episodio Top of the Hour. Los fanes crearon el hashtag, #hamandpineapple, para interactuar con Carlson durante el tuit en vivo.
Carlson trabajó con el mismo productor de Mary's Buttons en otra película, Small Town Santa (2014) con Dean Cain y Christine Lakin. Su padre es interpretado por Cain, un sheriff de un pequeño pueblo que está enojado con el mundo porque está lejos de su hija en Nochebuena. Carlson volvió a trabajar con Cain en su próxima película, A Horse for Summer (Un caballo para el verano) (2015), donde interpretó el papel principal de Summer Dean, una adolescente con problemas que va de un hogar de acogida a otro mientras su madre está en la cárcel. Eventualmente es enviada a vivir con su tío, a quien nunca ha conocido. Los problemas también la siguen hasta allí y obliga a Cain a tomar una difícil decisión sobre si dejarla quedarse o enviarla de vuelta a la ciudad. Esta película fue el debut como directora de Nancy Criss. Christopher Atkins y Lee Meriwether también protagonizan la película.
En 2015, Carlson trabajó en Deadly Sanctuary (2015), su tercera película con Dean Cain y la segunda con Nancy Criss. La película está protagonizada por Daniel Baldwin, Eric Roberts y Paul Greene (actor). Luego pasó a trabajar en A Horse Tail, donde tiene un papel principal interpretando a la hija de Patrick Muldoon. También está protagonizada por Charisma Carpenter y Dominique Swain. Carlson y Atkins trabajaron juntos en una película independiente menos de dos años después, titulada The Sparrows: Nesting (2015) que ha estado de gira por los festivales de cine. La película está protagonizada por Kevin Sorbo, James Duval, Judy Norton Taylor, John Savage (actor) y Valenzia Algarin.
Terminó de filmar Fishes 'N Loaves: Heaven Sent, donde Patrick Muldoon interpreta a su padre en un largometraje por segunda vez. La madre de Carlson es interpretada por Dina Meyer y su hermano es Brandon Tyler Russell. La película es una película basada en la fe sobre un pastor que traslada a su familia de la gran ciudad a una pequeña ciudad y el cambio chocante entre los dos y que se estrenará en 2016.
Mandalynn estuvo en el estreno de la temporada 12 de 2015 de Grey's Anatomy interpretando el papel de Jessica Tanner en escenas con Sara Ramírez, Justin Chambers y Kelly McCreary que trataban sobre el suicidio y la intimidación de adolescentes.
Roadside Stars emparejó a Mandalynn con la leyenda de la actuación y nominada al premio de la academia Candy Clark de American Graffiti, Gene Loveland y Boti Bliss de CSI:Miami fame. Carlson interpreta a Sam Lambert en esta serie vanguardista. La aspirante a estrella de rock Jack Lambert, cuya carrera nunca fue dejada de lado por las mujeres, la bebida y el alcohol, se encuentra a sí mismo como el único cuidador de su hija adolescente y distanciada, Sam, después de que su madre pierda la batalla contra el cáncer. La abuela de Sam sospecha de las intenciones de Jack, pero tiene que lidiar con la comprensión de que puede estar sufriendo de Alzheimer. Es hora de que Peter Pan crezca, pero puede que Jack no esté preparado para su nueva carga de responsabilidad, y puede que Sam no esté preparada para aceptar su ayuda después de años de cuidar de la familia por su cuenta.
En 2017, Carlson se puso detrás de la cámara para dirigir un episodio de Creepy Chronicles. «The Keeper» fue el episodio 102 de la serie que debutó en Amazon Prime. Carlson también fue productora ejecutiva en los episodios 2 y 3 llamados «Pool Party», bajo su compañía de producción Smash the Glass Pictures.
Mandalynn se unió a la serie de Pure Flix (estudio), Hilton Head Island, en la temporada 2, como una adolescente con problemas Katy Trisk. El drama, apodado una «ópera de la esperanza» porque se aleja del uso del lenguaje, el sexo y la violencia en la historia, sigue a la prominente familia Trisk que dirige la ficticia Red de Televisión ISLE en la ciudad turística más notable de Carolina del Sur. La serie está protagonizada por Donna Mills de Knots Landing, Michael Swan de As the World Turns, la actriz ganadora de un Emmy Crystal Hunt de Guiding Light y Antonio Sabato Jr de General Hospital. La segunda temporada añade a Linda Gray de Dallas (serie de televisión de 1978) fama.

## Vida personal
Carlson nació en Detroit, Míchigan, el 25 de agosto de 1999, hija única de Eric y Sherri Carlson. Comenzó a actuar en una obra familiar anual a la edad de dos años con sus dos primos y su abuela Pauline Ettore, concejala de la ciudad de Taylor. Sus padres eran dueños de Michigan Crafty & Motion Picture Catering, lo que despertó su interés en la industria.
Educada en casa desde el sexto grado, Carlson comenzó su primer año de universidad a la edad de 15 años. Como estudiante de segundo año de la universidad a los 16 años, fue admitida en Phi Theta Kappa con un 4.0 gpa.

### Participación en la comunidad
Es una activista abierta contra el acoso escolar, desde la perspectiva de «vivir en ese momento» durante la escuela primaria y secundaria. La intimidación por parte de sus compañeros de cuarto a sexto grado llevó a sus padres a elegir la educación en el hogar para Mandalynn, lo que le permitió trabajar a un ritmo acelerado, así como también le dio tiempo en su horario de entrenamiento y actuación. En 2013-14, Mandalynn fue oradora invitada en el TBTG Music Is My Language Tour alrededor de las escuelas del sur de California, trayendo un mensaje positivo sobre la aceptación y la defensa contra la intimidación.
Carlson habla activamente con las jóvenes sobre la imagen de sí mismas y ha escrito artículos sobre el tema. Ella visita a niños desfavorecidos en los proyectos de Watts, apoya la recaudación de fondos de la Casa Ronald McDonald de Pasadena y visita a niños con enfermedades crónicas en el Hospital Infantil de Los Ángeles.

## Filmografía

### Películas

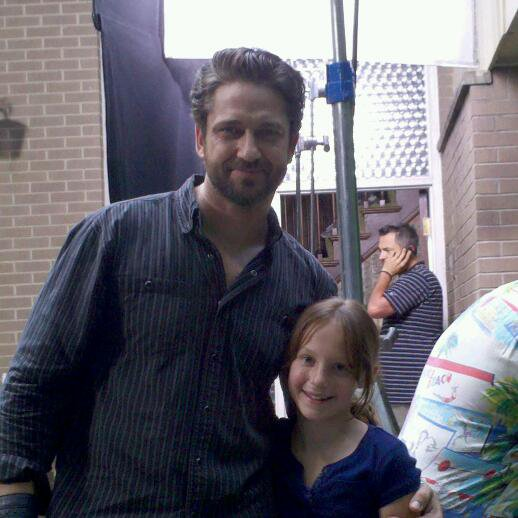
Foto con Gerard Butler y Mandalynn Carlson en el set de Machine Gun Preacher, filmado en Míchigan 2010.

| Año  | Título                        | Rol              | Notas                                                     |
| ---- | ----------------------------- | ---------------- | --------------------------------------------------------- |
| 2010 | Margaret & Izzy               | Little Margaret  | Cortometraje                                              |
| 2011 | Happy Holiday                 | Christina        |                                                           |
| 2011 | Machine Gun Preacher          | Amiga de Paige   | como Amanda Carlson                                       |
| 2012 | Mary's Buttons                | Bessie           |                                                           |
| 2012 | Little Shadows                | Amy              | Cortometraje                                              |
| 2013 | The Dead Kid                  | Annie Baxter     | Papel protagonista                                        |
| 2014 | Naked Angel                   | Niña sin fe      | Filmada en 2009                                           |
| 2014 | Small Town Santa              | Kara Langston    | Título original "Holiday Miracle"                         |
| 2015 | A Horse For Summer            | Summer Dean      | Papel protagonista                                        |
| 2015 | The Sparrows: Nesting         | Di               |                                                           |
| 2015 | Deadly Sanctuary              | Tiffany          |                                                           |
| 2015 | A Horse Tale                  | Chloe Thompson   | Papel protagonista. Título original "A Christmas Promise" |
| 2016 | Fishes 'N Loaves: HEAVEN SENT | Chrissy Michaels | Papel protagonista. Comunicado de Lionsgate del 9/6/2016  |
| 2018 | Mimesis: NOSFERATU            | Amy Peterson     | Apoyo                                                     |

### Televisión
| Año  | Título             | Rol                    | Notas                                      |
| ---- | ------------------ | ---------------------- | ------------------------------------------ |
| 2012 | CSI: NY            | Kelly Dupars           | Episodio 908: "Late Admissions"            |
| 2012 | Jimmy Kimmel Live! | Hermana                | Episodio 10.292                            |
| 2013 | Brenda Forever     | La joven Brenda Miller | Piloto de la NBC                           |
| 2013 | Scandal            | Annie Stanner          | Episodio 216: "Top of the Hour"            |
| 2013 | Totally!           | Amy                    | Piloto                                     |
| 2015 | I Didn't Do It     | Paula                  | Episodio 2.4: "Lindy & Logan Get Psyched!" |
| 2015 | Grey's Anatomy     | Jessica Tanner         | Episodio 12.1: "Sledgehammer"              |
| 2016 | Roadside Stars     | Sam Lambert            | Episodio 1.1: ""                           |
| 2018 | Class Act          | Courtney               | Recurrente (Temporada 1-2):4 Episodios     |
| 2018 | Hilton Head Island | Katy Trisk             | Recurrente (Temporada 2):6 Episodios       |

## Premios y nominaciones
| Año de la asociación      | Categoría | Trabajo nominado                                                                              | Resultado                                    | Ref      |        |
| ------------------------- | --------- | --------------------------------------------------------------------------------------------- | -------------------------------------------- | -------- | ------ |
| Premios Young Artist      | 2013      | Mejor actuación en una serie de TV con una actriz joven de 11 a 13 años                       | CSI:NY CSI: NY (temporada 9)                 | Nominada | [ 11 ] |
| Premios Young Artist      | 2014      | Mejor actuación en una serie de televisión protagonizada por una actriz joven de 14 a 16 años | Scandal Top of the Hour                      | Nominada | [ 12 ] |
| Premios Young Artist      | 2015      | Mejor rendimiento en una película para DVD                                                    | Small Town Santa                             | Victoria | [ 13 ] |
| Premios Young Artist      | 2016      | Mejor Interpretación en una Película por DVD Actriz joven                                     | A Horse For Summer                           | Victoria | [ 14 ] |

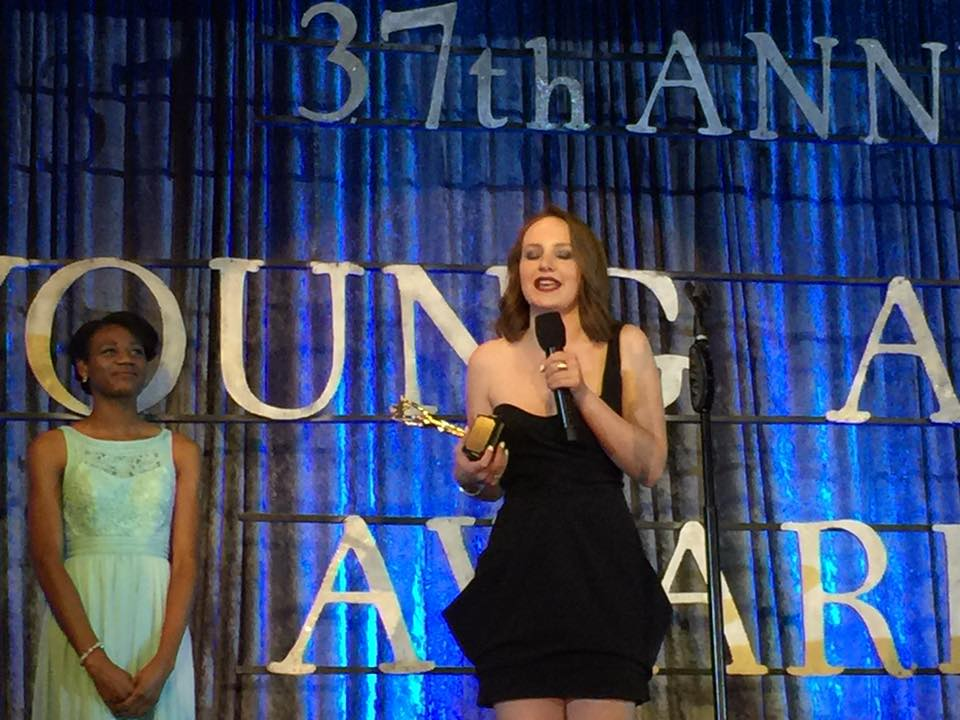
Mandalynn recibe el premio a la mejor actriz por su trabajo en "A Horse For Summer" en la 37ª edición de los premios anuales para jóvenes artistas. Crédito de la foto: S. Carlson 2016. Studio City, Los Ángeles, CA.

| Premios Young Artist      | 2016      | Mejor actuación en una serie de televisión protagonizada por una actriz joven (14 - 21)       | Grey's Anatomy Sledgehammer (Grey's Anatomy) | Victoria |        |
| Premios Young Entertainer | 2016      | Mejor Actuación en un Festival de Cine Independiente o de Películas Largometrajes (15-21)     | A Horse For Summer                           | Victoria | [ 15 ] |
| Premios Young Entertainer | 2016      | Mejor Invitado con Actriz Joven de 14 a 16 años - Serie de TV                                 | Grey's Anatomy Sledgehammer (Grey's Anatomy) | Nominada |        |